# 朴文秀

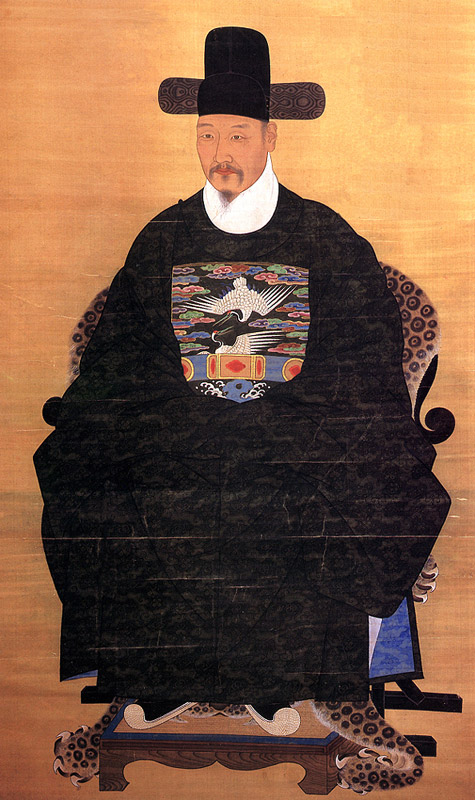
朴文秀画像

朴文秀（：／，1691年10月28日—1756年），字成甫，号耆隐，本贯高灵朴氏，朝鲜王朝后期文臣。
1723年（景宗三年）増広文科丙科及第，入选为翰苑史官。1724年任兵曹正郎，受老论派排挤而辞职。1727年「丁未换局」少论派得势，受任为岭南暗行御史，负责检发不法救济百姓，获得好评。1728年李麟佐叛乱爆发，朴文秀以四路都巡问使吴命恒的从事官身份参与平叛，事后获封为奋武功臣。
1730年任湖西御史，办事机敏，救济得力。后转任晋州府使、担任冬至使出使清朝、兵曹判書、忠州府使、世孙士夫等职位。1752年王世孙病死，因追究内医院提調責任而受到牵连，被流放到济州島。翌年释放，召为右参赞，不久病逝。

## 影视作品
- 2019年SBS電視劇《獬豸》：權律 饰 朴文秀